# Lusitanosaurus
Lusitanosaurus is een geslacht van plantenetende ornithischische dinosauriërs, behorend tot de groep van de Thyreophora, dat tijdens het vroege Jura leefde in het gebied van het huidige Portugal.

## Naamgeving en vondst
De typesoort Lusitanosaurus liasicus is in 1957 beschreven en benoemd door Albert-Félix de Lapparent en Georges Zbyszewski. De geslachtsnaam is afgeleid van Lusitania, de oude Latijnse naam voor het gebied. De soortaanduiding verwijst naar het Lias, een nu in onbruik geraakte aanduiding voor het vroege Jura.
De vindplaats van het holotype is niet meer precies bekend en alleen maar af te leiden uit de aard van het omvattende kalkgesteente. Vermoedelijk lag die in de buurt van São Pedro de Moel waar lagen uit het Sinemurien, ongeveer 190 miljoen jaar oud, aan het oppervlak komen. Daarmee zou Lusitanosaurus de oudste dinosauriër zijn die in Portugal is gevonden. Ook de datum van de vondst is niet bekend; het bot werd voor het eerst in 1951 in de literatuur vermeld maar toen al was de vondstgeschiedenis niet meer te achterhalen. Een etiket dat op het bot geplakt was gaf geen herkomst maar vermeldde alleen de aanduidingen "Scelidosaurus" en "Lias". Het fossiel bevond zich in de collectie van het Museu de História Natural da Universidade de Lisboa maar had daar geen inventarisnummer. Het bestond uit een enkel bovenkaakbeen, een gedeeltelijke linkermaxilla, met tanden. In 1978 ging het verloren tijdens een brand.

## Beschrijving
Lusitanosaurus is vermoedelijk een vrij klein dier van misschien vier meter lengte. De maxilla toont zeven tanden die bladvormig zijn en gekarteld. De verwantschap van Lusitanosaurus doet vermoeden dat het dier gepantserd was met beenschubben.

## Fylogenie
Lusitanosaurus werd oorspronkelijk door de Lapparent toegewezen aan de Stegosauria. In 1964 dacht Oskar Kuhn nog aan de Iguanodontidae maar datzelfde jaar concludeerde Léonard Ginsburg tot een plaatsing in de Scelidosauridae wat tot nu toe gebruikelijk is gebleven. Door de schamelheid van de vondst menen echter veel auteurs dat het taxon een nomen dubium is.